# وایدینگ
وایدینگ (به آلمانی: Weiding, Schwandorf) یک شهر در آلمان است که در بایرن واقع شده‌است.

## خصوصیات
وایدینگ ۲۲٫۴۳ کیلومترمربع مساحت دارد ۶۷۱ متر بالاتر از سطح دریا واقع شده‌است.